# Faro de Santa Bárbara
El Faro de Santa Bárbara (en inglés: Santa Barbara Light)
era un faro en California, Estados Unidos, en el Puerto Santa Bárbara. Cuando el Faro de Santa Bárbara fue establecido el 1 de diciembre de 1856, era un típico faro de la costa oeste, con una torre subiendo por el centro de una vivienda. El constructor fue George D. Nagle de San Francisco, quien recibió $ 8,000 por sus esfuerzos. La torre del faro fue equipada con una lente de cuarto orden y mostraba inicialmente una luz roja fija, que en los últimos años se había cambiado a fijo blanco. El 29 de junio de 1925, un fuerte terremoto sacudió la zona y el faro fue incapaz de resistirlo.